# Georg Wichmann

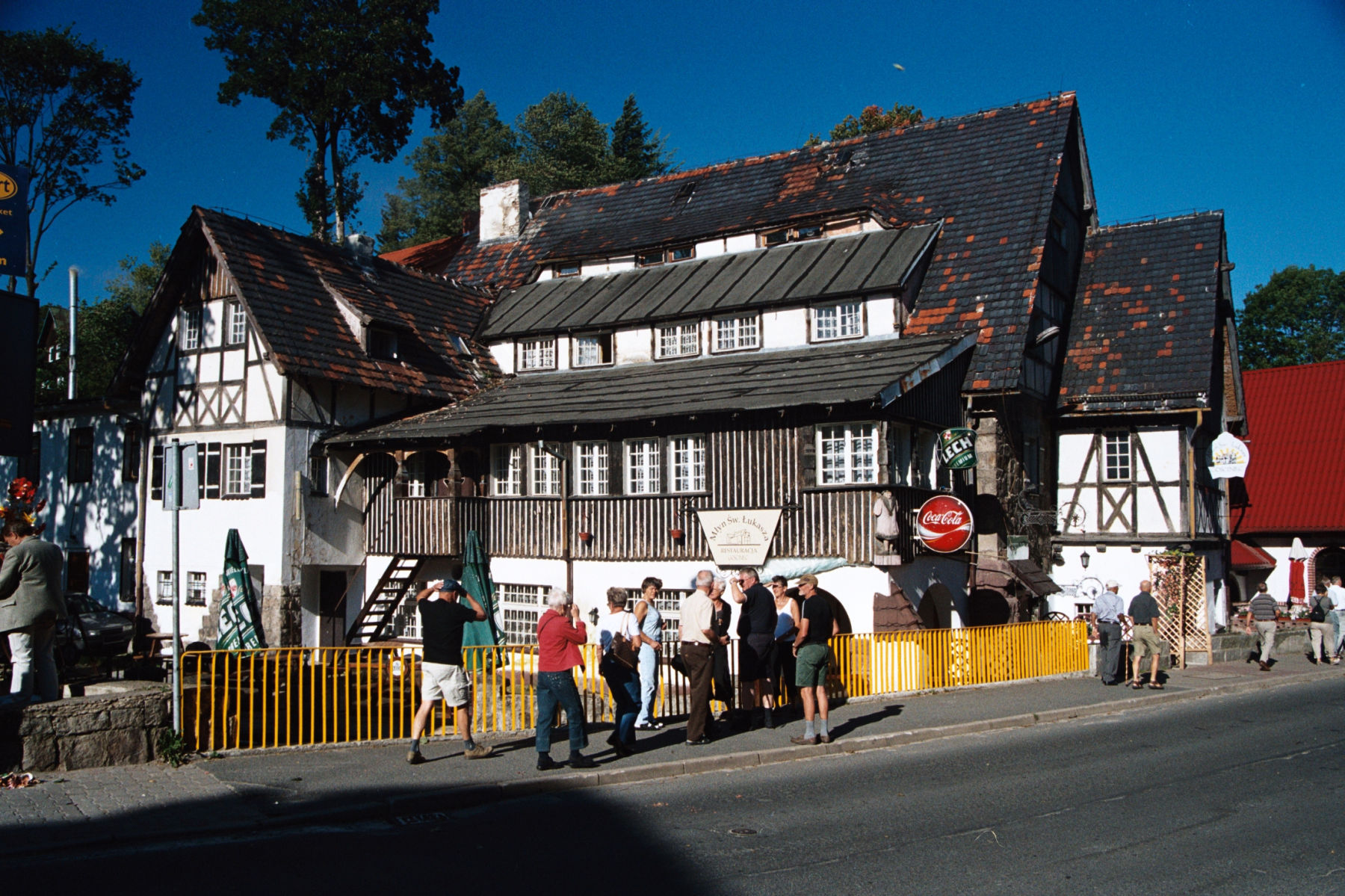
Lukasmühle

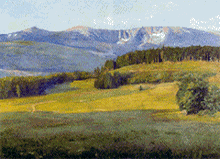
Riesengebirgskamm (ohne Jahr)

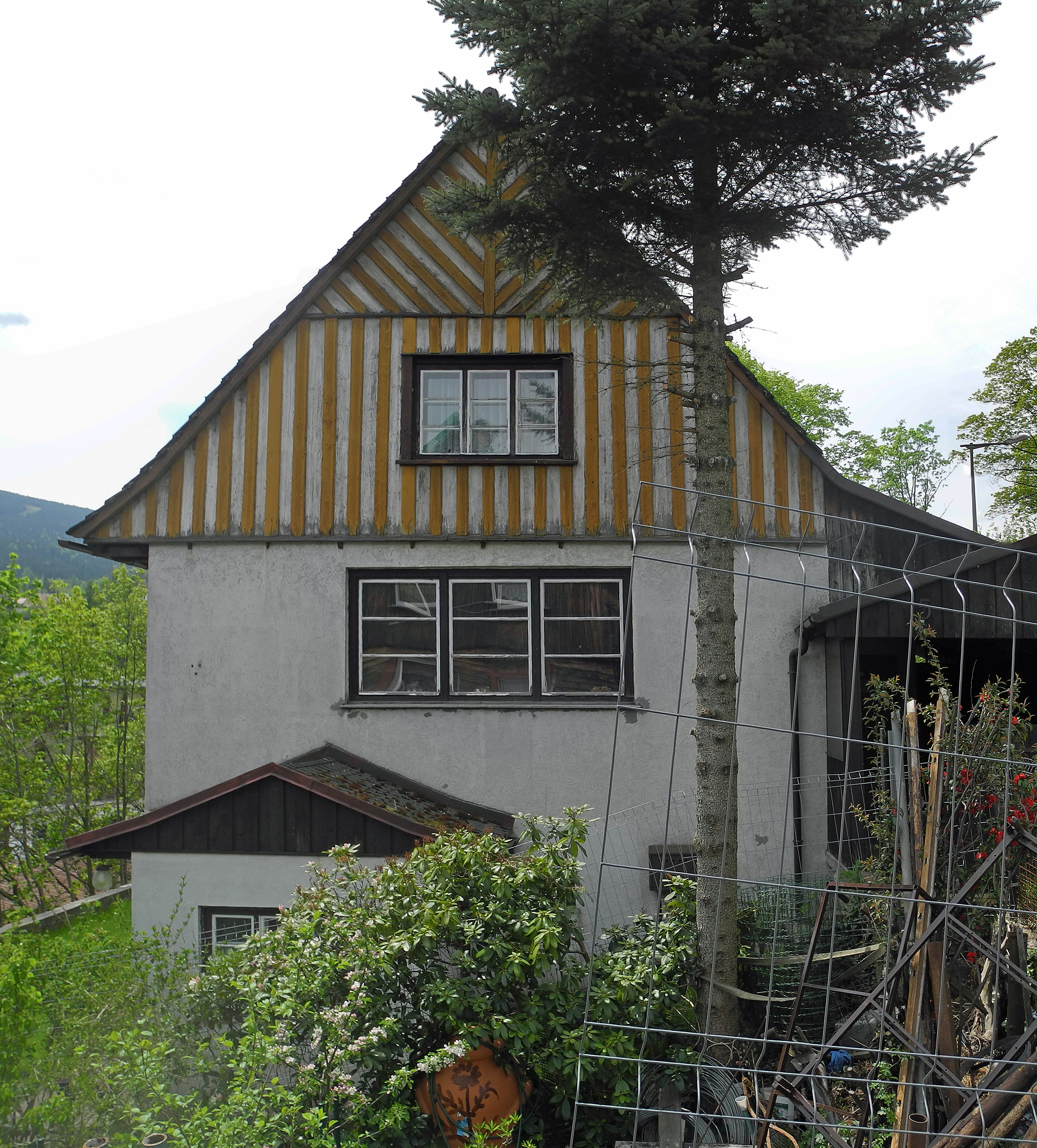
Wohnhaus von Georg Wichmann in Schreiberhau

Georg Wichmann (* 1876 in Löwenberg, Landkreis Löwenberg, Provinz Schlesien; † November 1944 in Schreiberhau, Landkreis Hirschberg, Provinz Niederschlesien) war ein deutscher Landschaftsmaler und Mitbegründer der „Vereinigung bildender Künstler St. Lukas“ der Künstlerkolonie Schreiberhau.

## Leben
Georg Wichmann verbrachte seine Kindheit in Pommerellen. Er begann sein Studium der Malerei an der Berliner Akademie der Künste bei Anton von Werner (1843–1915). Seit 1897 setzte er sein Studium an der Breslauer Staatlichen Akademie für Kunst und Kunstgewerbe bei Eduard Kaempffer (1859–1926) und Carl Ernst Morgenstern (1847–1928) fort, danach ab 1898 bei Leopold von Kalckreuth (1855–1928) in der Staatlichen Akademie der Bildenden Künste Karlsruhe. Im Zeitraum von 1901 bis 1903 war er bei der Pflege der Bilder in den Galerien von Graf Eduard von Pückler (1853–1924) in Schedlau und von Graf Friedrich von Praschma (1833–1909) in Falkenberg tätig.
Ab 1903 wohnte er sich in Kiesewald (Michałowice) bei Petersdorf im Riesengebirge, im Jahr 1914 siedelte er nach Bärndorf (Gruszków), Kreis Hirschberg um und blieb dort mit Ausnahme seiner Dienstzeit im Ersten Weltkrieg.
Im Jahr 1922 gründete er gemeinsam mit Arnold Busch, Franz von Jackowski, Alfred Nickisch und Cirillo Dell’Antonio die Vereinigung bildender Künstler St. Lukas in Schreiberhau, um ihre Arbeiten in der Lukasmühle in Schreiberhau sowie in Hirschberg und Bad Warmbrunn gemeinsam ausstellen und verkaufen zu können.
Im Jahr 1924 bezog er ein neu errichtetes Haus in Schreiberhau in der Nähe der Lukasmühle.
Als Maler pflegte er auch enge Kontakte zu den Schriftstellern der Künstlerkolonie Schreiberhau: Carl Hauptmann (1858–1921) und Gerhart Hauptmann (1862–1946) sowie Hermann Stehr (1864–1940) und Wilhelm Bölsche (1861–1939).
Er starb 1944 und wurde auf dem alten evangelischen Friedhof in Niederschreiberhau beigesetzt, sein Grab ist nicht erhalten. Der Münchener Kunsthistoriker Siegfried Wichmann (1921–2015) war sein Sohn.
Georg Wichmann beschäftigte sich vor allem mit Landschaftsmalerei. Seine Werke zeigen Einflüsse des Impressionismus. Sie befinden sich in den Sammlungen des Breslauer Nationalmuseums, des Riesengebirgsmuseums in Hirschberg (Muzeum Karkonoskie w Jeleniej Górze), im Haus Schlesien in Königswinter, der Stiftung Kulturwerk Schlesien in Würzburg sowie der Heimatstube in Bad Harzburg.

## Ausstellungen
- 1922: Vereinigung bildender Künstler St. Lukas, Lukasmühle Schreiberhau
- 1926: Vereinigung bildender Künstler St. Lukas, (Ausstellung zum 50. Geburtstag)
- 1941: Ausstellung in der Marienkirche in Hirschberg (Einzelausstellung)
- 1942: 9. Niederschlesische Kunstausstellung im Schlesischen Museum der Bildenden Künste in Breslau

## Werke (Auswahl)
- St. Lukasmühle in Schreiberhau, Postkarte, um 1925
- Schneegruben, um 1911, Privatbesitz
- Winterliche Dorfstraße im Riesengebirge, um 1920
- Winterlandschaft im Riesengebirge, um 1920
- Blick zum Reifträger, 1923
- Nieder-Schreiberhau, um 1930
- Schneegruben, um 1930, Privatbesitz
- Schneegruben, um 1930, Riesengebirgsmuseum Hirschberg
- Schneekoppe, um 1942, Riesengebirgsmuseum Hirschberg
- Sommer in den Schneegruben, Öl auf Pappe, 1942, Riesengebirgsmuseum Hirschberg
- Landschaft im Riesengebirge, Öl auf Karton
- Riesengebirgskamm